# Стрипарва

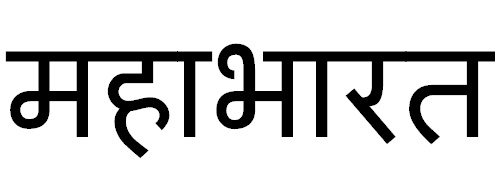
Махабха́рата

Стрипарва (санскр. स्त्रीपर्व, «Книга о жёнах») — одиннадцатая книга «Махабхараты», состоит из 730 двустиший (27 глав по критическому изданию в Пуне). «Стрипарва» повествует о событиях, произошедших после того, как Ашваттхаман вероломно уничтожил спавшее войско Пандавов, отомстив таким образом за гибель Кауравов в битве на Курукшетре. В «Стрипарве» описывается скорбь жён погибших воинов и содержится один из древнейших индоевропейских архетипов: поле битвы, на котором звери и птицы пожирают тела павших.

## Сюжет

### Сказание о скорби
Вайшампаяна продолжает рассказывать Джанамеджае о судьбе Пандавов. Сжигаемый тоской по сыновьям Дхритараштра высказывает намерение путём подвижничества уйти в мир Брахмы. Его утешает Санджая. После этого Видура говорит о бренности всего сущего, всевластии Времени и непреложности закона кармы.
Дхритараштра успокаивается и просит Видуру рассказать об способах избавления сознания от страданий. Тот отвечает, что только мудрые стремятся к выходу из сансары и шествуют высшей стезёй. Он описывает процесс развития эмбриона в женском лоне, родовую травму младенца при появлении на свет, а также напасти и пороки, которым до самой смерти подвержены опутанные узами чувственного восприятия пленники сансары. Святые люди применяют особое лекарство от бедствий — твёрдое самообладание. Мир Брахмана и избавление от страха смерти достигаются смирением, мироотречением и трезвением ума.
Терзаясь скорбью о сыновьях, Дхритараштра без чувств падает на землю. После того, как свита приводит его в чувство, Дхритараштра выражает отвращение к человечеству и человеческой природе и вновь заявляет о желании умереть. Кришна Двайпаяна Вьяса в ответ рассказывает о том, как на небесах в его присутствии гибель Кауравов была предначертана богами для облегчения бремени Земли, которая страдала от тяжести асуров, спасшихся от преследования богами путём воплощения в земных царях. Дхритараштра решает удержать в себе жизнь, и Вьяса, не сходя с места, исчезает.

### Сказание о жёнах
Дхритараштра погружается в глубокое раздумье, а затем приказывает Санджае запрягать колесницу, Видуру же посылает за своей женой Гандхари и прочими женщинами. В окружении тысяч рыдающих женщин Дхритараштра выступает к месту битвы, за ним следуют вайшьи, торговцы и ремесленники. Отойдя от Хастинапура на расстояние кроши (3,5 км), они встречают Ашваттхамана, Крипу и Критавармана. Те рассказывают о смерти Дурьодханы и об учинённом ими побоище в лагере Пандавов, после чего в страхе перед Пандавами удаляются в сторону Ганги и разъезжаются в трёх разных направлениях.
Юдхиштхира, прослышав о приближении Дхритараштры, направляется ему навстречу в сопровождении братьев, Кришны, Ююдханы, Юютсу и Драупади. Сонмы рыдающих женщин, окружив Юдхиштхиру, порицают его за гибель своих мужей, сыновей, отцов и братьев. Пройдя через толпу кричащих женщин, владыка Пандавов приветствует Дхритараштру. Тот же, с неохотой обняв виновника гибели своих сыновей, дожидается Бхимасену, чтобы коварно его убить. Кришна, распознав его злой умысел, подставляет металлическую статую Бхимасены, и раздавивший её в своих объятиях Дхритараштра падает на землю, истекая кровью. Когда Кришна поднимает Дхритараштру, тот выражает раскаяние в убийстве Бхимасены, и Кришна объясняет ему, что вместо Бхимасены была уничтожена металлическая статуя. Дхритараштра со слезами обнимает Бхимасену и его братьев.
Пандавы приближаются к Гандхари, которая намеревается предать проклятию Юдхиштхиру. Почуявший злой замысел своей снохи святой мудрец Вьяса мгновенно прибывает туда и отговаривает её. Гандхари соглашается с ним, но укоряет Бхимасену за бесчестный способ ведения боя с Дурьодханой — удар палицей ниже пупа. Услышав её слова, Бхимасена говорит, что сделал это из страха и напоминает о злодействах Дурьодханы. Тогда Гандхари осуждает Бхимасену за то, что он напился среди битвы крови из тела Духшасаны. Бхимасена объясняет это данным после игры в кости обетом и оправдывается тем, что кровь Духшасаны не проникла дальше его губ и зубов.
Гандхари вопрошает о Юдхиштхире, и тот, приблизившись к ней, выражает раскаяние в убийстве своих лучших друзей и готовность быть проклятым. Гандхари безмолвствует, но от её взгляда, брошенного из-под повязки на глазах, у Юдхиштхиры портятся ногти. Гнев Гандхари проходит, и она ободряет Пандавов. Пандавы идут к своей матери — Притхе, которая вместе с Драупади оплакивает сыновей Пандавов. Затем Притха, Драупади и Пандавы подходят к Гандхари. Она говорит о всевластии Времени и о том, что не следует скорбеть о неизбежном, тем более — об уже свершившемся. Оставаясь на месте, Гандхари при помощи ясновидения созерцает усеянное тысячами тел людей, слонов и коней поле битвы, на котором собираются на пиршество шакалы, коршуны, грифы, вороны и ракшасы. Дхритараштра, Пандавы, Кришна и женщины рода Куру отправляются на место побоища.
Увидев ужасающее зрелище, жёны погибших воинов от горя теряют рассудок. Гандхари обращается к Кришне с пространной речью, в которой красноречиво и подробно описывает скорбь женщин и укоряет его за то, что он не предотвратил братоубийственной войны. Преисполнившись гневом, Гандхари своим подвижническим пылом налагает на Кришну заклятие: через тридцать шесть лет он потеряет родственников, советников и сыновей и, блуждая в лесу, примет смерть непочтенным образом. Кришна с едва заметной улыбкой отвечает, что непобедимое войско вришнийцев и ядавов будет уничтожено в междоусобной схватке с его согласия.

### Сказание о приношении воды
Кришна призывает Гандхари успокоиться и напоминает, что Кауравы были истреблены по её вине. Гандхари умолкает. Дхритараштра задаёт Юдхиштхире вопрос и количестве убитых и оставшихся в живых воинов. Юдхиштхира сообщает, что в битве пало один миллиард шестьсот шестьдесят миллионов двадцать тысяч человек, а в живых осталось двадцать четыре тысячи сто шестьдесят пять героев. Владыка Пандавов также рассказывает о посмертном пути погибших, о котором он узнал по милости божественного риши Ломаши и благодаря джняна-йоге. Дхритараштра предлагает Юдхиштхире исполнить заупокойные обряды и предать огню тела убитых. Тот отдаёт соответствующие распоряжения своим слугам. Совершив все необходимые обряды, Юдхиштхира направляется к Ганге, поставив во главе процессии Дхритараштру. Достигнув Ганги, женщины сбрасывают с себя украшения, верхние части одежд и головные уборы и совершают обряд приношения воды для своих мужей. Кунти в приливе скорби призывает сыновей почтить возлиянием их старшего брата — Карну. Пандавы дружно оплакивают Карну, а Юдхиштхира говорит, что гибель старшего брата доставляет ему больше страданий, чем падение всего рода Куру. Приказав привести к нему жён Карны со всеми домочадцами, Юдхиштхира вместе с ними совершает все необходимые обряды для усопшего, после чего выходит из вод Ганги на берег.